# Championnat d'Europe de football espoirs 2004
Navigation
Euro espoirs 2002 Euro espoirs 2006
L'édition 2004 du championnat d'Europe des nations de football espoirs se déroule du 27 mai au 8 juin 2004 en Allemagne. Elle est remportée par l'équipe d'Italie. Les trois premiers se qualifient pour les Jeux Olympiques d'Athènes de 2004, rejoignant ainsi la sélection grecque.

## Phase finale
Les 8 équipes qualifiées étaient réparties dans 2 groupes de quatre, les deux premiers de chaque groupe se qualifiant pour les demi-finales.

### Groupe A
| Groupe A |                      |     |   |   |   |   |    |    |      |
|          | Équipe               | Pts | J | G | N | P | bp | bc | diff |
| 1        | Italie               | 6   | 3 | 2 | 0 | 1 | 4  | 3  | +1   |
| 2        | Serbie-et-Monténégro | 6   | 3 | 2 | 0 | 1 | 6  | 5  | +1   |
| 3        | Biélorussie          | 4   | 3 | 1 | 1 | 1 | 4  | 4  | 0    |
| 4        | Croatie              | 1   | 3 | 0 | 1 | 2 | 3  | 5  | −2   |

| 27 mai, Oberhausen   | Serbie-et-Monténégro | 3 | 2 | Croatie              |
| 27 mai, Bochum       | Italie               | 1 | 2 | Biélorussie          |
| 29 mai, Oberhausen   | Biélorussie          | 1 | 1 | Croatie              |
| 29 mai, Bochum       | Italie               | 2 | 1 | Serbie-et-Monténégro |
| 1er juin, Bochum     | Italie               | 1 | 0 | Croatie              |
| 1er juin, Oberhausen | Biélorussie          | 1 | 2 | Serbie-et-Monténégro |

### Groupe B
| Groupe A |           |     |   |   |   |   |    |    |      |
|          | Équipe    | Pts | J | G | N | P | bp | bc | diff |
| 1        | Suède     | 9   | 3 | 3 | 0 | 0 | 8  | 3  | +5   |
| 2        | Portugal  | 4   | 3 | 1 | 1 | 1 | 5  | 6  | −1   |
| 3        | Allemagne | 3   | 3 | 1 | 0 | 2 | 4  | 5  | −1   |
| 4        | Suisse    | 1   | 3 | 0 | 1 | 2 | 4  | 7  | −3   |

| 28 mai, Mayence  | Allemagne | 2 | 1 | Suisse   |
| 28 mai, Mannheim | Suède     | 3 | 1 | Portugal |
| 30 mai, Mannheim | Allemagne | 1 | 2 | Suède    |
| 30 mai, Mayence  | Suisse    | 2 | 2 | Portugal |
| 2 juin, Mayence  | Allemagne | 1 | 2 | Portugal |
| 2 juin, Mannheim | Suisse    | 1 | 3 | Suède    |

### Demi-finales
| Demi-finale 1              | Italie                                    | 3 – 1 | Portugal     | Ruhrstadion, Bochum                    |                                        |
| 5 juin 2004 à 20 heures 45 | Gilardino 19e · Pinzi 24e · Gilardino 77e |       | 28e Oliveira | Arbitrage : Michal Benes, Rép. tchèque | Arbitrage : Michal Benes, Rép. tchèque |
| 5 juin 2004 à 20 heures 45 | rapport                                   |       |              | Arbitrage : Michal Benes, Rép. tchèque | Arbitrage : Michal Benes, Rép. tchèque |

| Demi-finale 2              | Suède             | 1 – 1 a. p. | Serbie-et-Monténégro | Niederrhein (de), Oberhausen                  |                                               |
| 5 juin 2004 à 18 heures 15 | Stefanidis 36e    |             | 90+1e Marić          | Arbitrage : Matthew David Messias, Angleterre | Arbitrage : Matthew David Messias, Angleterre |
| 5 juin 2004 à 18 heures 15 | rapport           |             |                      | Arbitrage : Matthew David Messias, Angleterre | Arbitrage : Matthew David Messias, Angleterre |
| 5 juin 2004 à 18 heures 15 | Tirs au but 5 – 6 |             |                      | Arbitrage : Matthew David Messias, Angleterre | Arbitrage : Matthew David Messias, Angleterre |

### Match pour la3eplace
| Match pour la troisième place | Portugal                                                  | 3 – 2 a. p. | Suède                          | Niederrhein (de), Oberhausen       |                                    |
| 8 juin 2004 à 18 heures 15    | Hugo Viana 76e (pen.) · Jorge Ribeiro 84e · Carlitos 114e |             | 45+1e Elmander · 90e Rosenberg | Arbitrage : Bertrand Layec, France | Arbitrage : Bertrand Layec, France |
| 8 juin 2004 à 18 heures 15    | rapport                                                   |             |                                | Arbitrage : Bertrand Layec, France | Arbitrage : Bertrand Layec, France |

### Finale
| Finale                  | Italie                                  | 3 – 0 | Serbie-et-Monténégro | Ruhrstadion, Bochum                        |                                            |
| 8 juin 2004 à 21 heures | De Rossi 32e · Bovo 83e · Gilardino 85e |       |                      | Arbitrage : Luis Medina Cantalejo, Espagne | Arbitrage : Luis Medina Cantalejo, Espagne |
| 8 juin 2004 à 21 heures | rapport                                 |       |                      | Arbitrage : Luis Medina Cantalejo, Espagne | Arbitrage : Luis Medina Cantalejo, Espagne |